# Les Flamants
Pour les articles homonymes, voir Flamant.
Les Flamants est un tableau réalisé par le peintre français Henri Rousseau en 1907. Assimilable aux Jungles pour lesquelles l'artiste est particulièrement reconnu, cette huile sur toile naïve est un paysage exotique représentant un plan d'eau sur les bords duquel on remarque quatre flamants roses, de grandes plantes aquatiques aux fleurs multicolores, trois personnages noirs qui paraissent minuscules et enfin, au fond de l'image, ce qui ressemble à une cocoteraie. Conservée au sein d'une collection privée, l'œuvre a été vendue pour 43,5 millions de dollars aux enchères chez Christie's, à New York, le 11 mai 2023.